# Ведьма (фильм, 1966)
«Ведьма» (итал. La strega in amore) — итальянский чёрно-белый драматический фильм-мистерия режиссёра Дамиано Дамиани, вышедший в 1966 году. Экранизация рассказа мексиканского писателя Карлоса Фуэнтеса «Аура», написанного в жанре магического реализма. Главные роли исполнили Ричард Джонсон, Розанна Скьяффино и Джан Мария Волонте.
Спецэффекты для фильма созданы Карло Рамбальди.

## Сюжет
Серджио Логан, сорокалетний мужчина, находящийся на грани банкротства, связывается с Консуэло, старой и элегантной дамой, которая живёт в центре города в огромном и старинном дворянском дворце. Консуэло поручает Серджио привести в порядок личный архив её покойного мужа. Во время своего пребывания во дворце Серджио встречает племянницу хозяйки, прекрасную Ауру. Он влюбляется в неё, но девушка кажется напуганной и застенчивой. Она избегает встречи с Серджио и не боится новых знакомств, а также никогда не переступает порога дворца. Сначала мужчине приходится побороться за сердце Ауры с Фабрицио, её любовником, который также работает на Консуэло. После нескольких месяцев свиданий мужчина настаивает на том, чтобы жить открыто, яростно выступая против того, что его юная возлюбленная живёт в заточении. Однажды вечером, преследуя Ауру, Серджио узнает правду: Аура и Консуэло — один и тот же человек. Консуэло обладает таинственными сверхъестественными способностями, которые позволяют ей превращаться в Ауру. Так она соблазнила Серджио, в надежде вновь пережить радости любви, которая стала для неё лишь воспоминанием об ушедшей молодости.

## В ролях
- Ричард Джонсон — Серджио Логан
- Розанна Скьяффино — Аура
- Джан Мария Волонте — Фабрицио
- Сара Феррати — Консуэло Лоренте
- Иван Рассимов — библиотекарь
- Эстер Карлони — торговка антиквариатом

## Выход фильма
Премьера «Ведьмы» состоялась 11 сентября 1966 года в Италии, кассовые сборы составили в общей сложности 203 396 000 итальянских лир. В США фильм вышел в августе 1969 года.

## Награды и номинации
- 1967 — Премия итальянского синдиката киножурналистов «Серебряная лента»
  - Лучшая актриса — Розанна Скьяффино (номинация)